# Nieuwland (Vijfheerenlanden)
Nieuwland is een dorp in de gemeente Vijfheerenlanden, in de Nederlandse provincie Utrecht. Het telt in 2023 ongeveer 1.035 inwoners. Het dorp is in 1025 gesticht door Jan van Arkel. Tot het jaar 1725 werd Nieuwland Nouland genoemd. Vernoemd naar de polders Kort en Lang Nouland. Het is niet bekend waar de naam Nouland vandaan komt. 
Bij de vorming van de gemeentes op 1 januari 1812 werd Nieuwland bij de gemeente Meerkerk gevoegd. Op 1 april 1812 werd de zelfstandige gemeente Nieuwland afgesplitst van Meerkerk. Op 1 januari 1986 werd Nieuwland bij de nieuwe gemeente Zederik gevoegd, die op 1 januari 2019 opging in de gemeente Vijfheerenlanden. Vanaf dat moment lag Nieuwland niet meer in provincie Zuid-Holland, maar in Utrecht.
De Nederlands Hervormde kerk van Nieuwland is vermoedelijk ook rond het jaar 1025 gebouwd. In 1982 is deze grondig gerestaureerd. Het kerkorgel is gebouwd door bouwmeester Frederik Kruse in 1905.